# Топологічне кільце
Топологічне кільце — в математиці, це кільце R яке також є топологічним простором, так що додавання і множення є неперервними по кожному аргументу
R × R → R,

## Зауваження
Група одиниць топологічного кільця може не бути топологічною групою, оскільки операція взяття оберненого елемента може не бути неперервною відносно топології підпростору.
Аналогічно вводяться поняття топологічного поля.